# Bezirksliga Niederschlesien 1935/36
Die Bezirksliga Niederschlesien 1935/36 war die dritte Spielzeit der Bezirksliga Niederschlesien. Sie diente, neben der Bezirksliga Mittelschlesien 1935/36 und der Bezirksliga Oberschlesien 1935/36 als eine von drei zweitklassigen Bezirksligen dem Unterbau der Gauliga Schlesien. Die Meister der drei Bezirksklassen qualifizierten sich für eine Aufstiegsrunde, in der zwei Aufsteiger zur Gauliga ausgespielt wurden.
Die Bezirksliga Niederschlesien war in dieser Saison erneut in zwei Gruppen eingeteilt, deren Sieger in zwei Finalspielen den Bezirksmeister ausspielten. Am Ende sicherte sich der MSV Cherusker Görlitz die Bezirksmeisterschaft und nahm dadurch an der Aufstiegsrunde zur Gauliga Schlesien 1936/37 teil. Bei dieser konnte sich die Görlitzer jedoch nicht gegen den Reichsbahn-SV Gleiwitz und den SC Hertha Breslau durchsetzten und verpassten den Aufstieg.

## Gruppe Ost

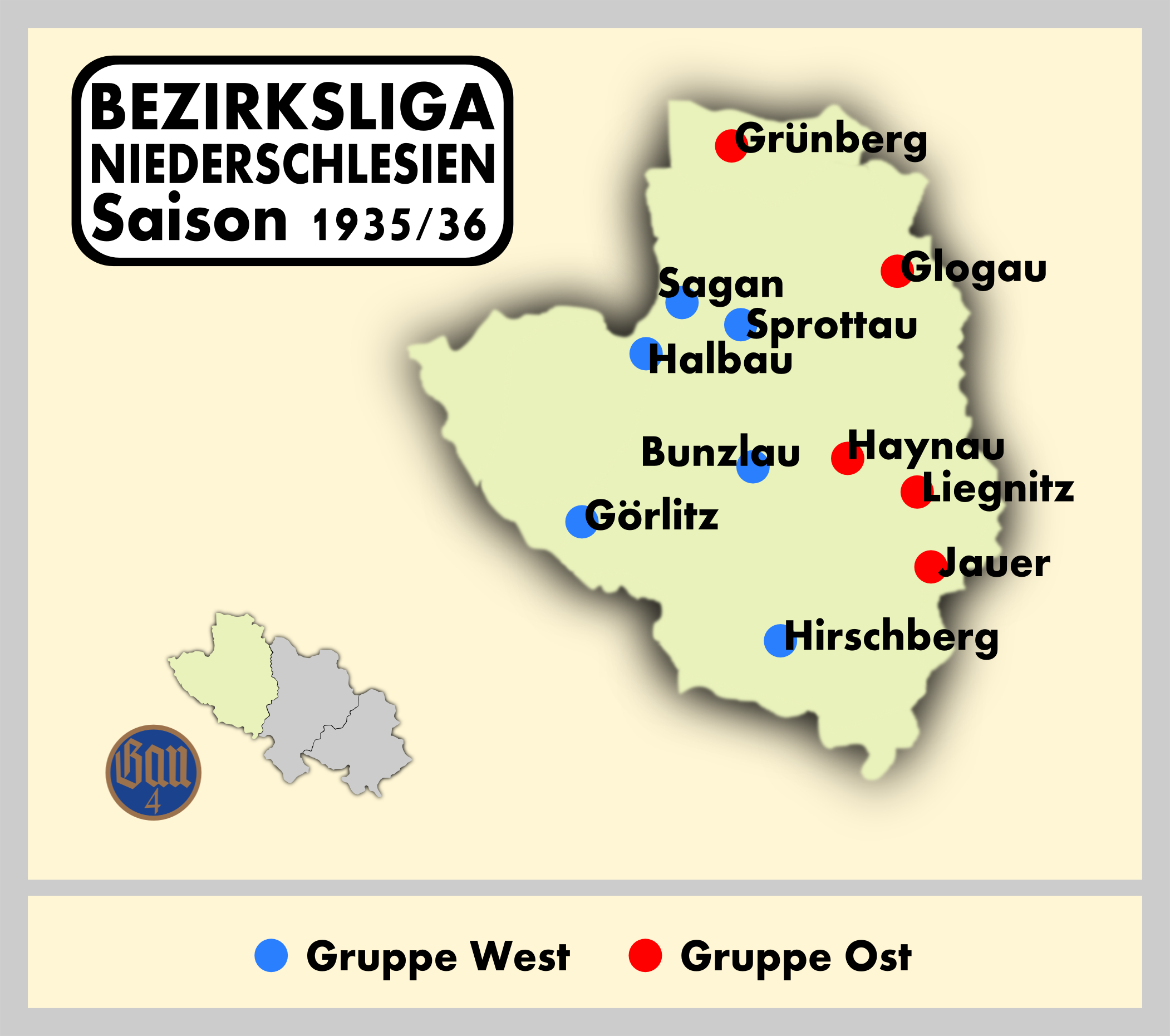
Spielorte der Bezirksliga Niederschlesien 1935/36.

### Abschlusstabelle
| Pl. | Verein                               | Sp. | S  | U | N  | Tore    | Quote | Punkte |
| --- | ------------------------------------ | --- | -- | - | -- | ------- | ----- | ------ |
| 1.  | SC Schlesien Haynau (A)              | 16  | 13 | 2 | 1  | 066:230 | 2,87  | 28:40  |
| 2.  | VfB Liegnitz                         | 16  | 9  | 3 | 4  | 035:250 | 1,40  | 21:11  |
| 3.  | Liegnitzer BC Blitz 03               | 16  | 6  | 5 | 5  | 040:290 | 1,38  | 17:15  |
| 4.  | SpVgg 1896 Liegnitz                  | 16  | 5  | 7 | 4  | 038:360 | 1,06  | 17:15  |
| 5.  | SC Preußen 1911 Glogau               | 16  | 7  | 2 | 7  | 036:500 | 0,72  | 16:16  |
| 6.  | SC Jauer                             | 16  | 6  | 3 | 7  | 034:350 | 0,97  | 15:17  |
| 7.  | Vereinigte Grünberger Sportfreunde   | 16  | 4  | 5 | 7  | 025:390 | 0,64  | 13:19  |
| 8.  | MSV Glogau A (M)                     | 16  | 3  | 4 | 9  | 020:140 | 1,43  | 10:22  |
| 9.  | Reichsbahn SV Schlesien Liegnitz (N) | 16  | 3  | 1 | 12 | 028:710 | 0,39  | 07:25  |

| (M) | Vorjahresmeister                   |
| (N) | Aufsteiger aus den 1. Kreisklassen |
| (A) | Absteiger aus der Gauliga          |

### Aufstiegsrunde
In der Aufstiegsrunde spielten die einzelnen Gewinner der 1. Kreisklassen um den Aufstiegsplatz zur Bezirksliga Niederschlesien Gruppe Ost 1936/37.
| Pl. | Verein                                                 | Sp. | S | U | N | Tore    | Quote | Punkte |
| --- | ------------------------------------------------------ | --- | - | - | - | ------- | ----- | ------ |
| 1.  | FC Preußen Goldberg (Gewinner 1. Kreisklasse Liegnitz) | 4   | 2 | 1 | 1 | 011:800 | 1,38  | 05:30  |
| 2.  | VfB Freystadt (Gewinner 1. Kreisklasse Grünberg)       | 4   | 2 | 0 | 2 | 010:800 | 1,25  | 04:40  |
| 3.  | SV Rauschwitz (Gewinner 1. Kreisklasse Glogau)         | 4   | 1 | 1 | 2 | 008:130 | 0,62  | 03:50  |

## Gruppe West

### Abschlusstabelle
| Pl. | Verein                | Sp. | S  | U | N  | Tore    | Quote | Punkte |
| --- | --------------------- | --- | -- | - | -- | ------- | ----- | ------ |
| 1.  | MSV Cherusker Görlitz | 14  | 10 | 3 | 1  | 031:800 | 3,88  | 23:50  |
| 2.  | Saganer SV            | 14  | 10 | 1 | 3  | 041:160 | 2,56  | 21:70  |
| 3.  | STC Görlitz           | 14  | 9  | 3 | 2  | 036:150 | 2,40  | 21:70  |
| 4.  | SpVgg Bunzlau         | 14  | 8  | 1 | 5  | 036:190 | 1,89  | 17:11  |
| 5.  | Gelb-Weiß Görlitz     | 14  | 5  | 4 | 5  | 023:230 | 1,00  | 14:14  |
| 6.  | SC Halbau             | 14  | 2  | 3 | 9  | 010:180 | 0,56  | 07:21  |
| 7.  | SV 1920 Sprottau (N)  | 14  | 2  | 1 | 11 | 014:470 | 0,30  | 05:23  |
| 8.  | STC Hirschberg        | 14  | 2  | 0 | 12 | 013:580 | 0,22  | 04:24  |

| (N) | Aufsteiger aus den 1. Kreisklassen |

### Aufstiegsrunde
In der Aufstiegsrunde spielten die einzelnen Gewinner der 1. Kreisklassen um den Aufstiegsplatz zur Bezirksliga Niederschlesien Gruppe West 1936/37.
| Pl. | Verein                                                     | Sp. | S | U | N | Tore    | Quote | Punkte |
| --- | ---------------------------------------------------------- | --- | - | - | - | ------- | ----- | ------ |
| 1.  | ATV Penzig (Gewinner 1. Kreisklasse Görlitz)               | 4   | 2 | 0 | 2 | 012:700 | 1,71  | 04:40  |
| 2.  | Preußen Bad Warmbrunn (Gewinner 1. Kreisklasse Hirschberg) | 4   | 2 | 0 | 2 | 007:900 | 0,78  | 04:40  |
| 3.  | SV Mallmitz (Gewinner 1. Kreisklasse Sagan)                | 4   | 2 | 0 | 2 | 009:120 | 0,75  | 04:40  |

## Finale Meisterschaft Bezirksliga
Im Finale um die Meisterschaft in der Bezirksliga trafen der Sieger der Gruppe Ost, SC Schlesien Haynau, und der Sieger der Gruppe West, MSV Cherusker Görlitz, aufeinander. Das Hinspiel fand am 26. April 1936 in Görlitz, das Rückspiel am 10. Mai 1936 in Haynau statt. Görlitz konnte sich durchsetzten und nahm als niederschlesischer Vertreter an der Aufstiegsrunde zur Gauliga Schlesien 1936/37 teil.
|                       | Gesamt |                     | Hinspiel | Rückspiel |
| --------------------- | ------ | ------------------- | -------- | --------- |
| MSV Cherusker Görlitz | 2:0    | SC Schlesien Haynau | 1:0      | 1:0       |